# Romain Lagarde
Romain Lagarde (Lorient, 5 de marzo de 1997) es un jugador de balonmano francés que juega de lateral derecho o central en el Pays d'Aix UCH. Es internacional con la selección de balonmano de Francia.
Con la selección ha ganado la medalla de bronce en el Campeonato Europeo de Balonmano Masculino de 2018.
Además logró la medalla de bronce en el Campeonato Mundial de Balonmano Masculino Junior de 2017 y la medalla de oro en el Campeonato Mundial de Balonmano Masculino Juvenil de 2015.

## Palmarés

### Selección nacional
| Juegos Olímpicos   | Juegos Olímpicos             | Juegos Olímpicos  | Juegos Olímpicos |
| Año                | Lugar                        | Medalla           |                  |
| ------------------ | ---------------------------- | ----------------- | ---------------- |
| 2020               | Tokio                        | Medalla de oro    |                  |
| Campeonato Mundial |                              |                   |                  |
| Año                | Lugar                        | Medalla           |                  |
| 2019               | Alemania y Dinamarca         | Medalla de bronce |                  |
| 2023               | Polonia y Suecia             | Medalla de plata  |                  |
| 2025               | Croacia, Dinamarca y Noruega | Medalla de bronce |                  |
| Campeonato Europeo |                              |                   |                  |
| Año                | Lugar                        | Medalla           |                  |
| 2018               | Croacia                      | Medalla de bronce |                  |

### Nantes
- Supercopa de Francia (1): 2017
- Copa de Francia de balonmano (1): 2017

## Clubes
- HBC Nantes (2016-2019)
- Rhein-Neckar Löwen (2019-2021)
- Pays d'Aix UCH (2021- )